# خانه کرزان
خانه کرزان مربوط به دوره قاجار است و در شهرستان تویسرکان، بخش مرکزی، دهستان کرزان رود، روستای کرزان واقع شده و این اثر در تاریخ ۱ اردیبهشت ۱۳۸۸ با شمارهٔ ثبت ۲۶۵۹۰ به‌عنوان یکی از آثار ملی ایران به ثبت رسیده است.